# Кулачне право
Кулачне право — типове для феодального правопорядку право сильного.

Ця форма вирішення спорів своїми силами, не вдаючись до допомоги державних органів, була широко поширена, особливо в Німеччині в XI—XIII століттях. За допомогою кулачного права могутніші феодали нав'язували свою волю слабшим, що нерідко супроводжувалося захопленням їхніх земель, майна, а також кріпосних селян. Кулачне право санкціонувало розбій і свавілля.